# 福井盛太
福井 盛太（ふくい もりた、1885年〈明治18年〉7月14日 - 1965年〈昭和40年〉12月27日）は、日本の弁護士（第一東京弁護士会会長）、検察官、政治家。検事総長、衆議院議員（3期）、日本弁護士連合会副会長、共立薬科大学理事長等を歴任。また、日本野球機構初代コミッショナーを務めた。従三位、勲二等旭日重光章、館林市名誉市民。囲碁5段、柔道3段。

## 経歴
1885年（明治18年）、群馬県邑楽郡館林町（現在の館林市）に、旧館林藩士・福井盛武の長男として生まれる。館林小学校尋常科・同高等科を経て、1900年（明治33年）群馬県立太田中学校を卒業し旧制第二高等学校に進む。1913年（大正2年）東京帝国大学法科大学独法科を卒業し、翌年弁護士開業。1923年（大正12年）丸ビル内に福井法律事務所を開き、同年第一東京弁護士会の設立に参加。
戦後の1946年（昭和21年）民間から選ばれて検事総長に就任。昭和電工事件や炭鉱国管疑獄などの疑獄事件に関わった。1951年（昭和26年）に日本野球機構初代コミッショナーに就任。長谷川良平の広島カープ退団問題などに裁定を下した。1952年（昭和27年）第一東京弁護士会会長。翌1953年（昭和28年）共立薬科大学理事長。日本大学講師も勤めた。
1952年（昭和27年） 第25回衆議院議員総選挙に自由党公認で群馬県第2区から立候補し当選。選挙事務長は六代正田文右衛門が務めた。以後1度の落選を挟み当選3回。憲法調査会長・裁判官訴追委員長・両院議員総会副会長を務めた。1960年（昭和35年）の第29回衆議院議員総選挙で落選し、政界を引退した。
1964年（昭和39年）10月、館林市名誉市民に推挙。11月に勲二等旭日重光章受章。
1965年（昭和40年）12月27日、東京都港区の自宅で心臓喘息により死去。同月従三位叙位。法名は法徳院教岳盛太大居士、墓所は館林市の善長寺。
旧制二高では土井晩翠に教えを受けた。出身が同じ群馬県だった中島知久平とも親交があった。